# Erich von Kielmansegg
Erich hrabě von Kielmansegg (13. února 1847 Hannover – 5. února 1923 Vídeň) byl rakousko-uherský, respektive předlitavský státní úředník a politik, v roce 1895 předseda vlády Předlitavska (vláda Ericha Kielmansegga) a ministr vnitra Předlitavska.

## Biografie
Pocházel z Hannoverského království, kde byl jeho otec Eduard von Kielmansegg členem tamní vlády. V roce 1866 Erich von Kielmansegg přesídlil do Vídně. Vystudoval právo na Vídeňské univerzitě. V roce 1870 nastoupil do státních služeb jako úředník na místodržitelství v Dolních Rakousích. V letech 1876–1881 byl okresním hejtmanem v Badenu a v letech 1881–1882 v Sechshausu na předměstí Vídně (zde podporoval sloučení předměstských obcí s Vídní a vytvoření Velké Vídně, což bylo realizováno až v roce 1890). Od roku 1882 do roku 1886 byl vysokým úředníkem v zemských vládách v Korutanech a Bukovině. Pak do roku 1889 pracoval na ministerstvu vnitra. V roce 1889 se stal místodržícím Dolních Rakous.
20. června 1895 se stal předsedou vlády Předlitavska (vláda Ericha Kielmansegga. Kromě toho v ní obsadil i post ministra vnitra Předlitavska. V čele vlády setrval do 30. září 1895. Šlo o úřednický kabinet, který měl jen překlenout dočasné období do sestavení nové trvalejší vládní většiny, která se pak našla v podobě vlády Kazimíra Badeniho.
Po odchodu z vlády se vrátil na pozici místodržícího Dolních Rakous, na níž setrval až do roku 1911. Zaváděl zde správní reformy, které potom byly aplikovány i v jiných zemích monarchie. Zasloužil se i o regulaci Dunaje v okolí Vídně (zřízení koryta Donaukanalu) i řeky Wien. Politicky byl orientován liberálně, ale nebyl aktivní ve stranickém životě. Vystupoval ovšem proti sociálním demokratům a neúspěšně se snažil rovněž bránit nástupu Karla Luegera na post vídeňského starosty.
V roce 1884 se oženil s ruskou šlechtičnou Anastasií von Lebedeff (1860–1912). Jejich manželství zůstalo bezdětné. 

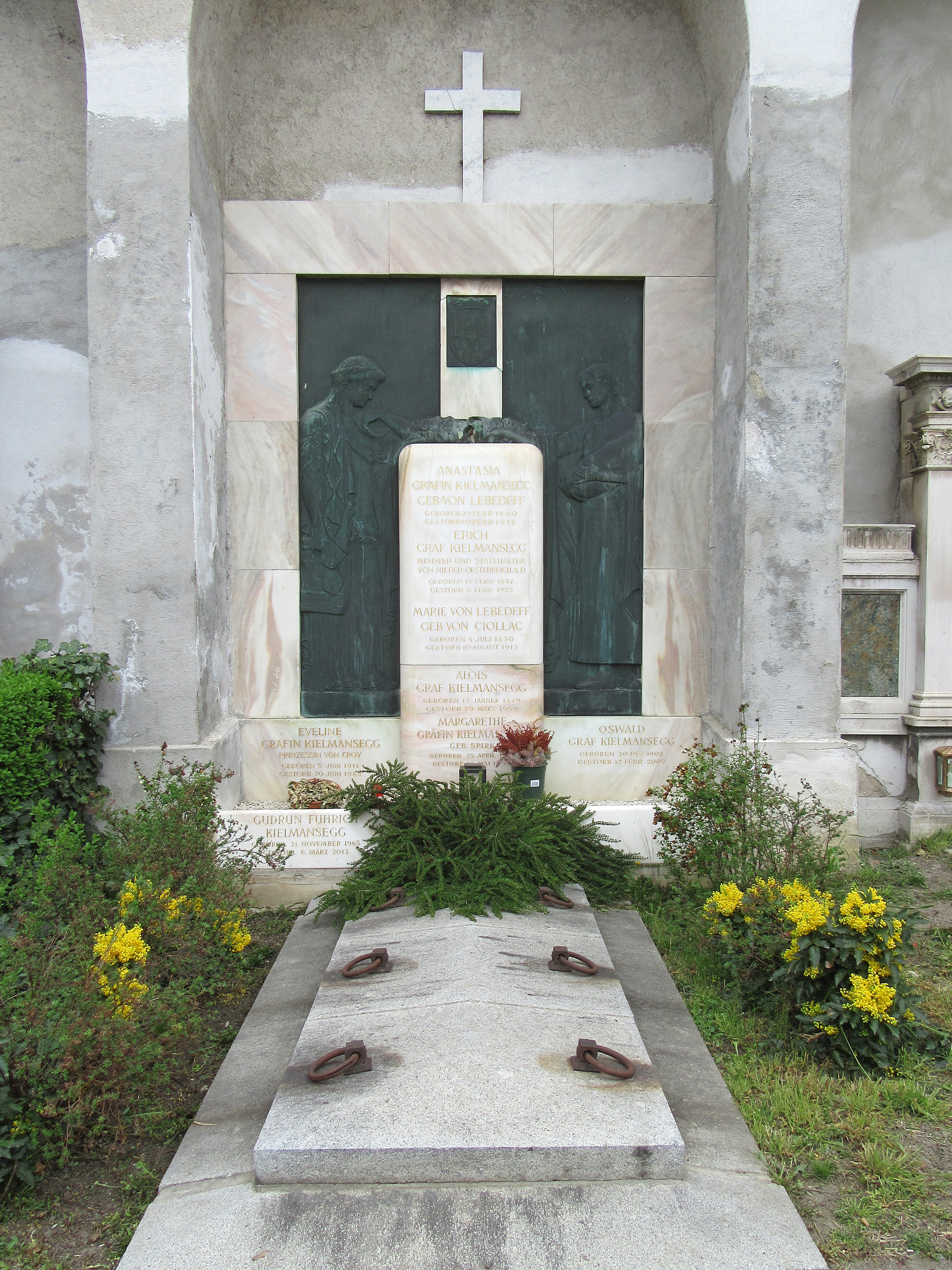
Rodinný hrob na hřbitově Döbling

Hrabě von Kielmansegg zemřel 5. února 1923 na zápal plic ve svém bytě v 1. vídeňském obvodu. Je pohřben na hřbitově v  Döblingu.